# Apertochrysa kichijoi
Apertochrysa kichijoi is een insect uit de familie van de gaasvliegen (Chrysopidae), die tot de orde netvleugeligen (Neuroptera) behoort. 
Apertochrysa kichijoi is voor het eerst wetenschappelijk beschreven door Kuwayama in 1936.